# Variety Girl
Variety Girl – amerykański musical komediowy z 1947 roku w reżyserii George’a Marshalla.

## Obsada
- Mary Hatcher
- Olga San Juan
- DeForest Kelley
- Frank Ferguson
- Glenn Tryon
- Nella Walker
- Torben Meyer
- Jack Norton
- William Demarest
- Frank Faylen

Gwiazdy filmowe i muzyczne, które dały występ w filmie:
- Bing Crosby
- Bob Hope
- Gary Cooper
- Ray Milland
- Alan Ladd
- Barbara Stanwyck
- Paulette Goddard
- Dorothy Lamour
- Sonny Tufts
- Joan Caulfield
- William Holden
- Lizabeth Scott
- Burt Lancaster
- Gail Russell
- Diana Lynn
- Sterling Hayden
- Robert Preston
- Veronica Lake
- Pearl Bailey
- John Lund
- William Bendix
- George Pal
- Barry Fitzgerald
- Howard Da Silva
- Macdonald Carey
- Cass Daley
- Spike Jones
- Patric Knowles
- Mona Freeman
- Cecil Kellaway
- Virginia Field
- Richard Webb
- Frank Faylen
- Cecil B. DeMille
- Mitchell Leisen
- George Marshall
- Paula Raymond
- George Reeves
- Wanda Hendrix
- Stanley Clements
- Walter Abel
- Pinto Colvig